# San Juan de Nicaragua
San Juan de Nicaragua là một khu tự quản thuộc tỉnh Río San Juan, Nicaragua. Khu tự quản San Juan de Nicaragua có diện tích 1657 ki lô mét vuông. Đến thời điểm năm 2005, huyện San Juan de Nicaragua có dân số 1307 người.